# Joseph E. Steinmetz

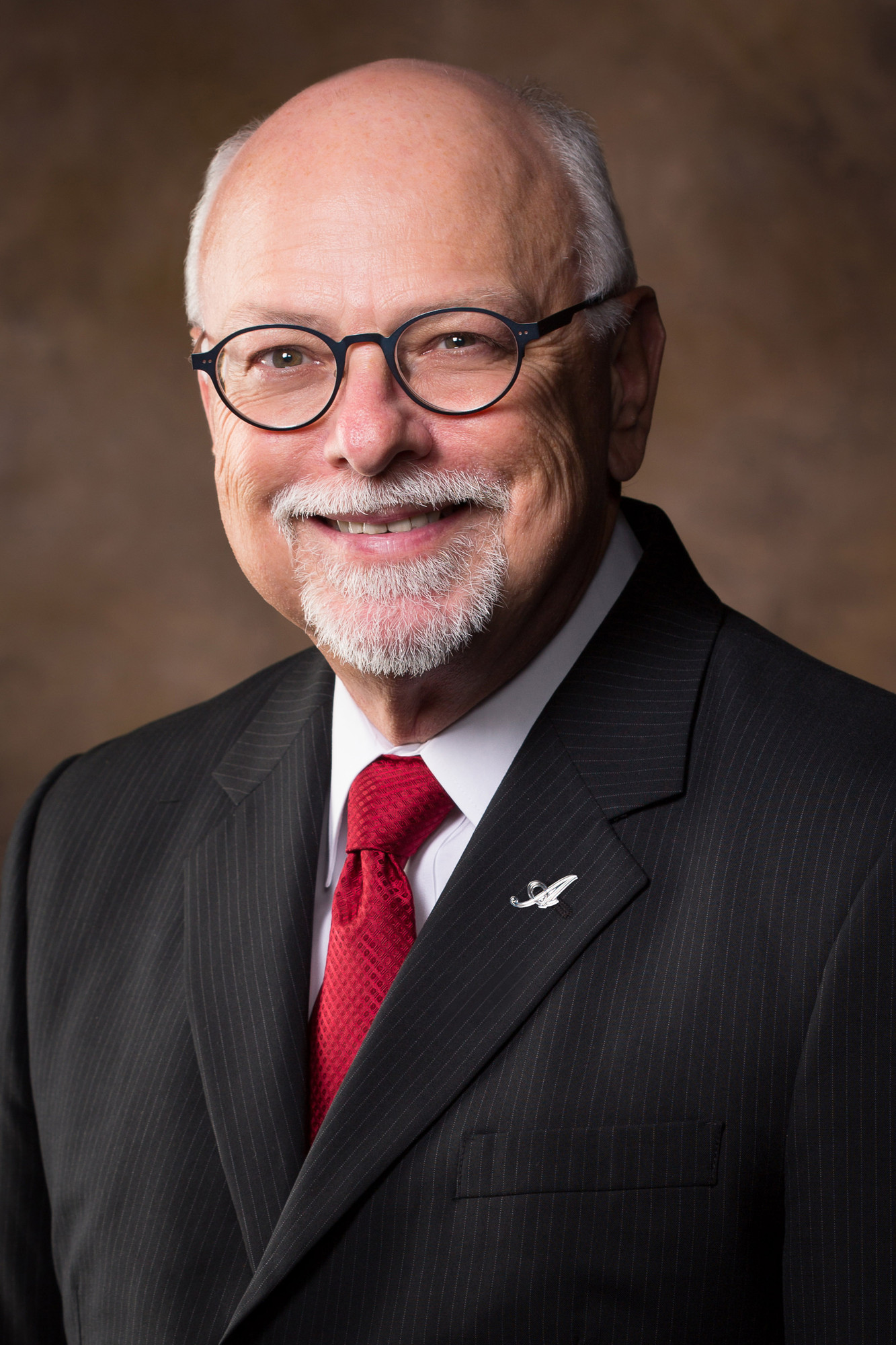
Joseph E. Steinmetz

Joseph Edward Steinmetz (* 6. Januar 1955) ist ein US-amerikanischer Biopsychologe und Hochschulbeamter. Seit dem 1. Januar 2016 ist er Kanzler der University of Arkansas.

## Leben
Steinmetz studierte an der Central Michigan University in Mount Pleasant, Michigan und erhielt dort 1977 einen Bachelor of Science in Psychologie, sowie 1979 einen Master of Arts in Experimenteller Psychologie. 1983 promovierte er an der Ohio University in Athens, Ohio zum Ph.D. in Physiologischer Psychologie. Seine Dissertation trug den Titel A model system approach for the study of memory processes : fixation of spinal reflex aterations in spinalized rats. Anschließend war Steinmetz an der Stanford University tätig, erst von 1983 bis  1985 als NIMH Postdoctoral Research Fellow, dann von 1985 bis 1987 als Research Associate. 1987 wechselte er an die Indiana University in Bloomington und lehrte dort von 1987 bis 1991 als Assistant Professor, von 1991 bis 1995 als Associate Professor und von 1995 bis 2006 als Professor Psychologie, Neurowissenschaften und Kognitionswissenschaft. Hierbei war er von 1999 bis 2006 Eleanor Cox Riggs Professor of Psychology und wurde 2006 zum Distinguished Professor of Psychological and Brain Sciences ernannt. Neben seiner Lehrtätigkeit war er von 1995 bis 2004 Vorsitzender des Department of Psychology.
Von 2006 bis 2009 war lehrte er als Professor für Molekulare Biotechnologie und Psychologie an der University of Kansas. Gleichzeitig fungierte er dort von 2006 bis 2009 als Dean des College of Liberal Arts and Sciences. 2007 wurde er von der University of Kansas zum Distinguished Professor ernannt. Seine nächste Lehrtätigkeit brachte ihn von 2009 bis 2015 an die Ohio State University. Dort war er unter anderem Professor für Molekulare Biotechnologie und Psychologie, Professor für Neurowissenschaften, sowie von 2013 bis 2015 Executive Vice President und Provost. Seit dem 1. Januar 2016 ist er Kanzler der University of Arkansas.
Steinmetz ist Mitglied der Society for Neuroscience (seit 1980), der International Brain Research Organization (seit 1980), der Association for Psychological Science (seit 1988), der Pavlovian Society (seit 1997) und der American Association for the Advancement of Science (seit 2000). Des Weiteren war er von 1983 bis 2006 Mitglied der American Psychological Association und von 1999 bis 2007 der Research Society on Alcoholism. Für die Pavlovian Society und die Association for Psychological Science hatte er in der Vergangenheit als Präsident fungiert.
1996 wurde er zum Fellow der American Psychological Society (der heutigen Association for Psychological Science) gewählt. Später wurde er auch von der American Psychological Association (2002), von der Society of Experimental Psychologists (2005) und von der American Association for the Advancement of Science (2011) jeweils zum Fellow gewählt.
Steinmetz ist verheiratet und Vater zweier Söhne.

## Auszeichnungen
- 1996: Troland Research Award der National Academy of Sciences
- 2000: Distinguished Faculty Award des Indiana University College of Arts and Sciences
- 2004: Distinguished Alumni Award der Central Michigan University
- 2006: Distinguished Alumni Achievement Award der Central Michigan University
- 2008: W. Horsley Gantt Medal for Career Research Contributions der Pavlovian Society
- 2012: Ehrendoktorwürde der Central Michigan University

## Veröffentlichungen (Auswahl)
Bücher
- Diana S. Woodruff-Pak, Joseph E. Steinmetz [Hrsg.]: Eyeblink Classical Conditioning, (Band 1: Applications in Humans, 2002, Kluwer Academic Publishers)
- Diana S. Woodruff-Pak, Joseph E. Steinmetz [Hrsg.]: Eyeblink Classical Conditioning, (Band 2: Animal Models, 2002, Kluwer Academic Publishers)
- Joseph E. Steinmetz, Mark A. Gluck, Paul R. Solomon: Model Systems and the Neurobiology of Associative Learning: A Festschrift in Honor of Richard F. Thompson (2013, Psychology Press)

Beiträge in Sammelwerken
- Derick  H. Lindquist, Joseph E. Steinmetz: Classical Conditioning. In: William A. Darity, Jr. [Hrsg.]: International Encyclopedia of the Social Sciences, 2008, Detroit: Macmillan Reference, 2. Edition, S. 572–575.
- Joseph E. Steinmetz, Derick  H. Lindquist: Neuronal basis of learning. In: Gary G. Berntson, John T. Cacioppo [Hrsg.]: Handbook of Neuroscience for the Behavioral Sciences, Band 1, 2009, New York: John Wiley and Sons.
- Joseph E. Steinmetz: Neural Basis of Classical Conditioning. In George F. Koob, Michel Le Moal, Richard F. Thompson [Hrsg.]: Encyclopedia of Behavioral Neuroscience, 2010, London: Elsevier.
- Derick  H. Lindquist, Joseph E. Steinmetz, Richard F. Thompson: Cerebellum and Eyeblink Conditioning. In: Mario Manto, Donna L. Gruol, Jeremy  D. Schmahmann, Noriyuki Koibuchi, Ferdinando Rossi [Hrsg.]: Handbook of the Cerebellum and Cerebellar Disorders, 2012, New York: Springer Science, S. 1175–1190.
- Jeansok Kim, Joseph E. Steinmetz, Richard F. Thompson: Biological models of associative learning. In: Irving B. Weiner, Randy J. Nelson, Sheri Mizumori [Hrsg.]: Handbook of Psychology, Band 3, Biological Psychology, 2013, New York: Wiley, S. 509–550.